# Platyla orthostoma
Platyla orthostoma là một loài động vật chân bụng trong họ Aciculidae. Nó là loài đặc hữu của Bulgaria.